# Яйлата (защитена местност)
 Тази статия е за защитената местност.  За националния археологически резерват вижте Яйлата.  
Яйлата е защитена местност в България. Намира се в землището на село Свети Никола, област Добрич.
Защитената местност е с площ 45,3 ha. Обявена е на 22 декември 1987 г. с цел опазване на защитени видове растения и животни и техните местообитания.
Попада в границите на защитената зона от Натура 2000 по директивата за местообитанията Комплекс Калиакра и защитената зона по директивата за птиците Калиакра.
В защитената местност се забраняват:
- кастренето, чупенето на клони, нараняването на стъблата и всякакви други действия, които биха довели до повреждане или унищожаване на вековните дървета
- разкриване на кариери;
- строителство на сгради и пътища;
- паша на домашни животни;
- унищожаване или повреждане на растителността;
- ловуване;
- сечи, освен отгледни и санитарни.[1]